# Five Counties
Als Five Counties [ˌfajv ˈkawn.tiːz] (Anhörenⓘ) (englisch für „[aus] fünf Grafschaften“) bezeichnet man eine englische Käsespezialität. 
Für die Zubereitung werden fünf Sorten gereiften Käses zerkleinert und schichtweise zu ca. 1 kg schweren Laiben zusammengefügt. Dafür verwendet werden:
- Cheddar (goldgelb bis orange)
- Leicester (starkgelb)
- Cheshire (weiß)
- Double Gloucester (goldgelb)
- Derby [ˈdɑːbɪ] (normalgelb)